# Gewöhnlicher Buchsbaum
Der Gewöhnliche Buchsbaum (Buxus sempervirens), auch nur Buchsbaum oder Buchs genannt, ist eine Pflanzenart aus der Gattung der Buchsbäume (Buxus). Er ist in Südwesteuropa, Mitteleuropa, Nordafrika und Westasien heimisch.

## Name

### Namensherkunft
Der Gattungsname stammt über lateinisch buxus von altgriechisch πύξος pýxos, dem von Theophrast verwendeten Namen für eine Pflanze, die später als Buchsbaum interpretiert wurde. Theophrasts Beschreibung ist nicht eindeutig, zudem sind seine Manuskripte verloren gegangen.
Das schwere Holz des Buchsbaums wird bis heute von Drechslern geschätzt. Bereits der altrömische Schriftsteller Plinius der Ältere berichtete, dass aus dem Holz des Buchsbaums Dosen und Kästchen gefertigt wurden. Aus der Bezeichnung altgriechisch πυξίς pyxís, deutsch ‚Büchse aus Buchsbaumholz, Arzneibüchse‘, haben sich über mittellateinisch buxis die Bezeichnungen Büchse, box (englisch) und boîte (französisch) entwickelt.

### Trivialnamen
Für den Gewöhnlichen Buchsbaum bestehen bzw. bestanden, zum Teil nur regional, auch die weiteren deutschsprachigen Trivialnamen: Bosbaum (mittelhochdeutsch), Bossebaum (mittelhochdeutsch), Boyschebaum, Buchs (Graubünden), Buchsboum (althochdeutsch), Buxbaum, Palm (Eifel, Ostfriesland, Schweiz), Palmenberg (Eifel), Pikesbum (Siebenbürgen), Poxbaum (mittelhochdeutsch), Puchsbaum (mittelhochdeutsch) und Puhs (althochdeutsch). Ähnlich im Niederdeutschen: Buschbom (Altmark, Mecklenburg, Pommern), Bussbom (Mecklenburg, Ostfriesland). Sowie auch Kaukasische Palme.

## Beschreibung

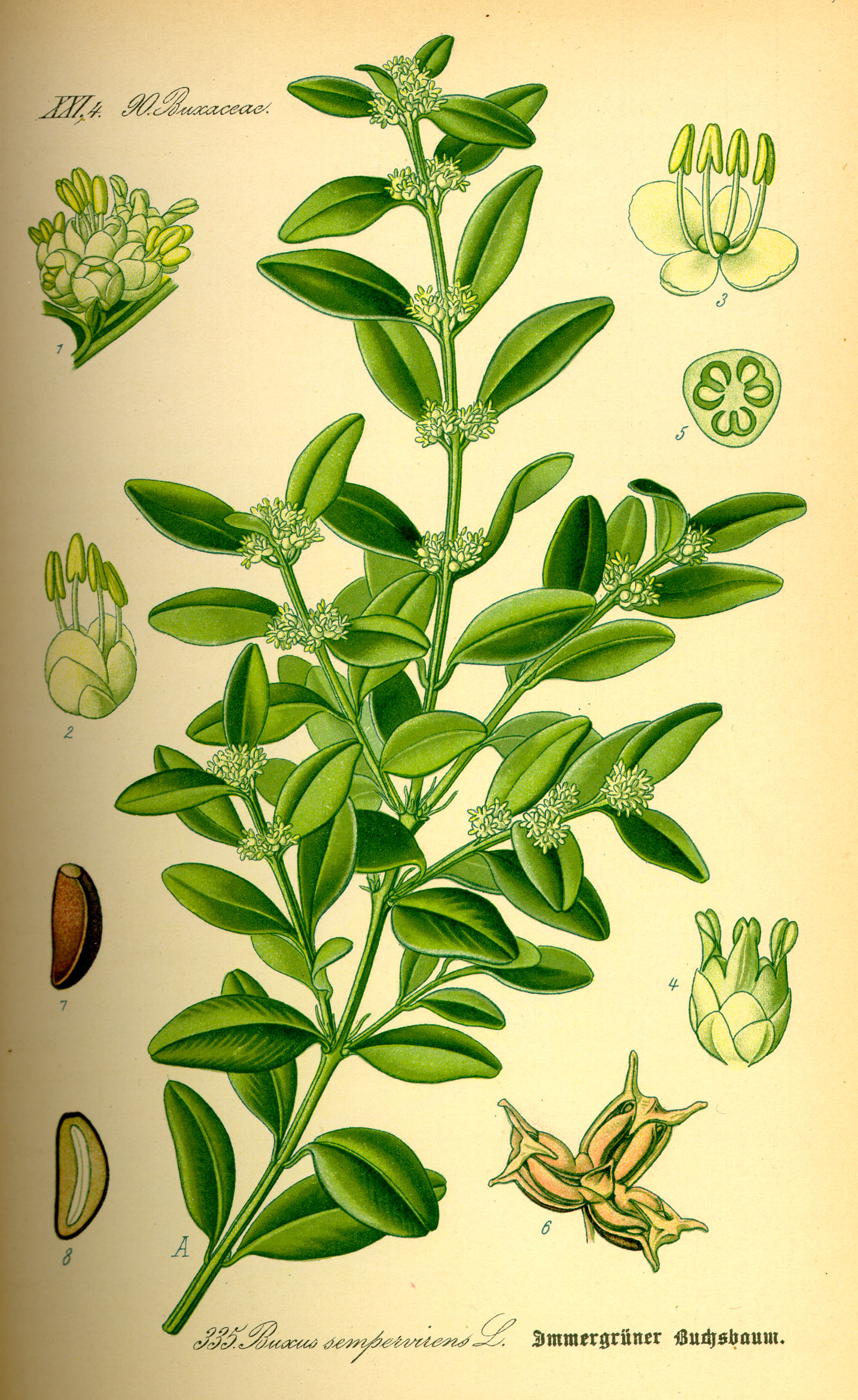
Illustration

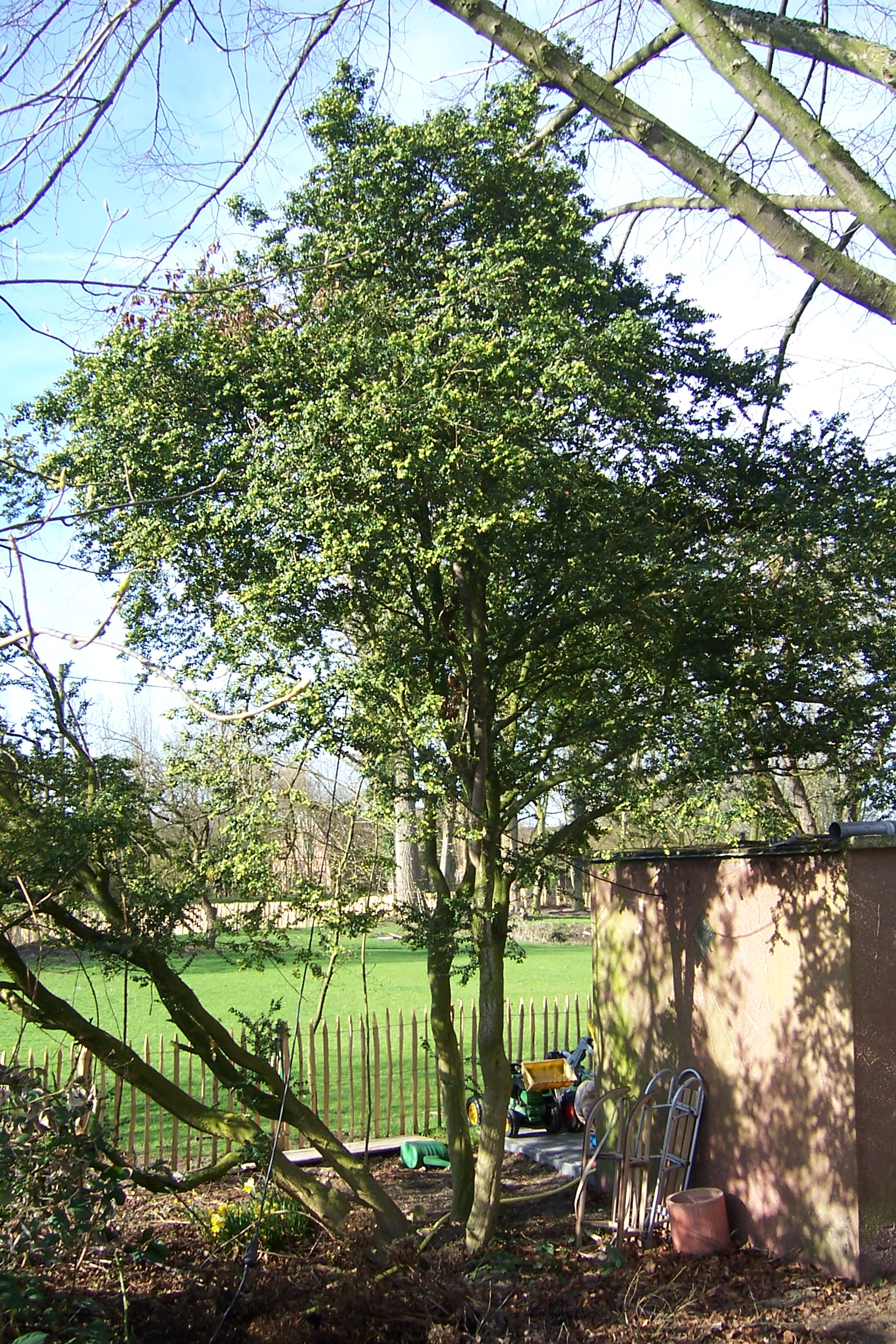
Zum Baum ausgereifter Buxus (geschätzte Höhe etwa 6 Meter)

### Vegetative Merkmale
Der Buchsbaum wächst sehr langsam als immergrüner Strauch oder selten kleiner Baum. Er erreicht meist Wuchshöhen von bis zu 8 Metern; im subtropischen Verbreitungsgebiet erreicht er auch Wuchshöhen von bis über 15 Metern. Der Stammdurchmesser erreicht über 60 Zentimeter. Der Buchsbaum ist recht langlebig und kann 250 bis über 500 Jahre alt werden. Er bildet kurze, schräg nach oben stehende kantige Zweige aus. Die Rinde der Zweige ist zunächst olivgrün und kurz behaart, verkahlt aber später.
Die gegenständig an den Zweigen angeordneten Laubblätter stehen dicht. Die einfachen Blattspreiten sind bei einer Länge von 1 bis 2,5 Zentimetern etwa halb so breit und eiförmig bis länglich-elliptisch. Die Blattoberseite ist glänzend dunkelgrün und die -unterseite ist deutlich heller sowie matt. Der Blattrand ist nach unten umgebogen.

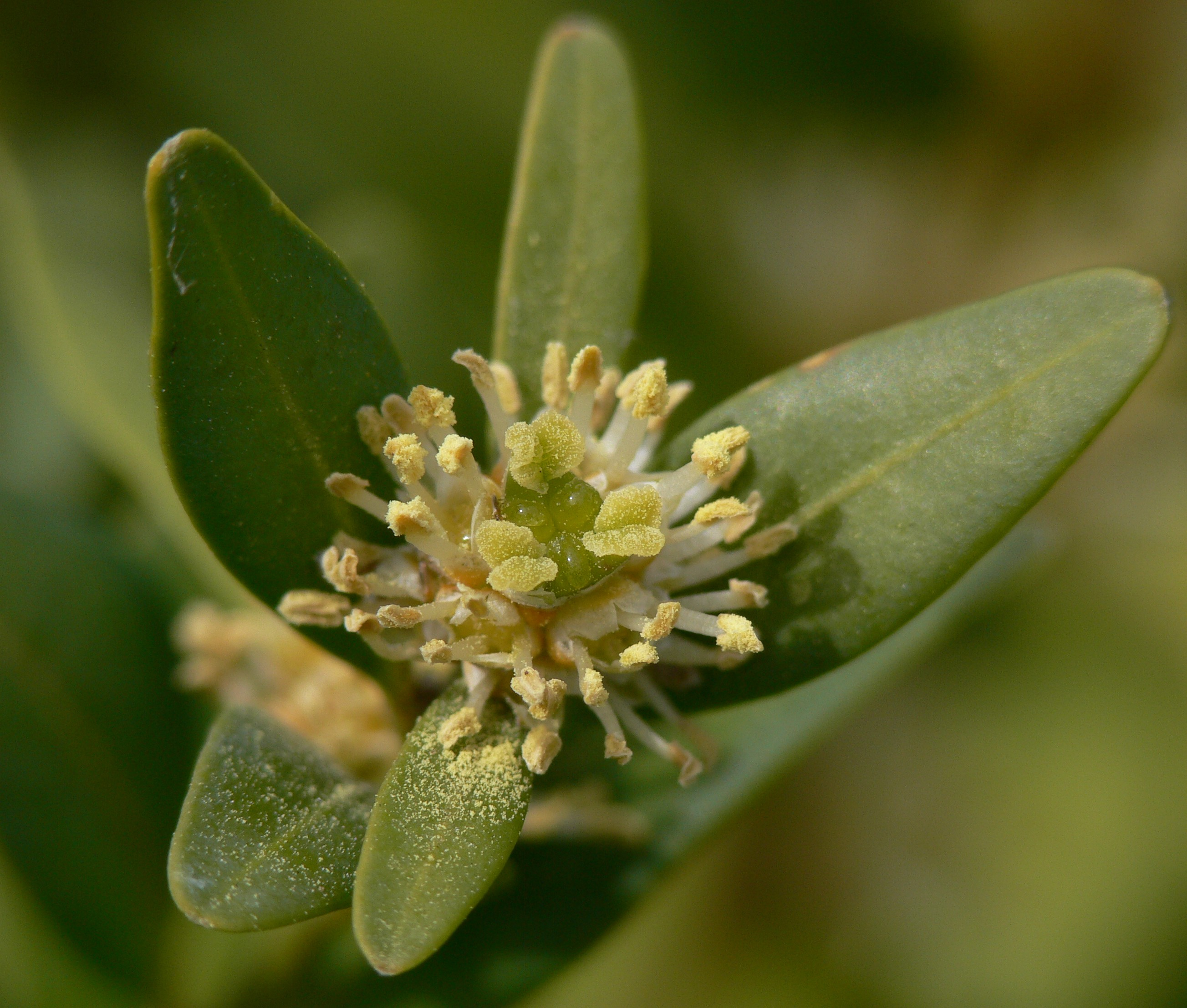
Blütenknäuel, in der Mitte eine weibliche Blüte, darunter mehrere männliche

### Generative Merkmale
Der Buchsbaum ist einhäusig getrenntgeschlechtig (monözisch). Von März bis Mai erscheinen in den Blattachseln unscheinbare, gelbliche, wohlriechende Blütenknäuel. Jeder Knäuel besteht in der Regel aus einer endständigen weiblichen Blüte und mehreren seitenständigen männlichen Blüten. Eine Blütenkrone fehlt, vorhanden sind lediglich mehrere sehr kleine Hüll- und Kelchblätter. Die weiblichen Blüten haben drei Griffel, jeweils mit einer zweigeteilten Narbe, die männlichen Blüten jeweils vier Staubblätter.
Im September spalten sich die etwa 8 Millimeter langen, dreiklappigen Kapselfrüchte und streuen je zwei schwarze, glänzende Samen.
Die Chromosomenzahl beträgt 2n = 28.

## Ökologie
Die Blüten produzieren reichlich Nektar und Pollen und werden daher gern von Bienen und Fliegen aufgesucht. Der Buchs gilt wegen der früh im Jahr beginnenden Blüte als wichtige Bienenweide.
Der Duft der Samenwarzen lockt Ameisen an, die die Samen verschleppen; damit gehört der Buchsbaum – zusammen mit dem Besenginster – zu den wenigen mitteleuropäischen Gehölzen, deren Samen von Ameisen verbreitet werden (Myrmekochorie).

## Vorkommen
Der Buchsbaum bevorzugt ozeanisch geprägtes Klima. Sein ursprüngliches Verbreitungsgebiet reicht in nordwestlicher Richtung vom Mittelmeer über Frankreich bis nach Südengland. In östlicher Richtung ist er bis zum Nordiran zu finden. In Europa kommt er in zwei Schwerpunktgebieten vor, einerseits von Südwestfrankreich bis Nordspanien, andererseits auf dem Balkan. Bei anderen wilden Vorkommen handelt es sich um Einzelareale. Ursprüngliche Wuchsorte finden sich in Deutschland wohl nur noch im Buchswald bei Grenzach (Landkreis Lörrach) und an der Mosel, beispielsweise im Kehrbachtal von Löf. An der Mosel gedeiht er in der Assoziation Aceri monspessulani-Quercetum, sonst auch im Buxo-Quercetum aus dem Verband Quercion pubescenti-petraeae. Der Buchsbaum steigt in den französischen Pyrenäen bis 1650 Meter, in Spanien bis 1900 Meter, in Griechenland am Olymp bis 2000 Meter Meereshöhe auf.
Die ökologischen Zeigerwerte nach Landolt & al. 2010 sind in der Schweiz: Feuchtezahl F = 2 (mäßig trocken), Lichtzahl L = 3 (halbschattig), Reaktionszahl R = 4 (neutral bis basisch), Temperaturzahl T = 4+ (warm-kollin), Nährstoffzahl N = 2 (nährstoffarm), Kontinentalitätszahl K = 2 (subozeanisch).

## Der Buchsbaum als Gartenpflanze

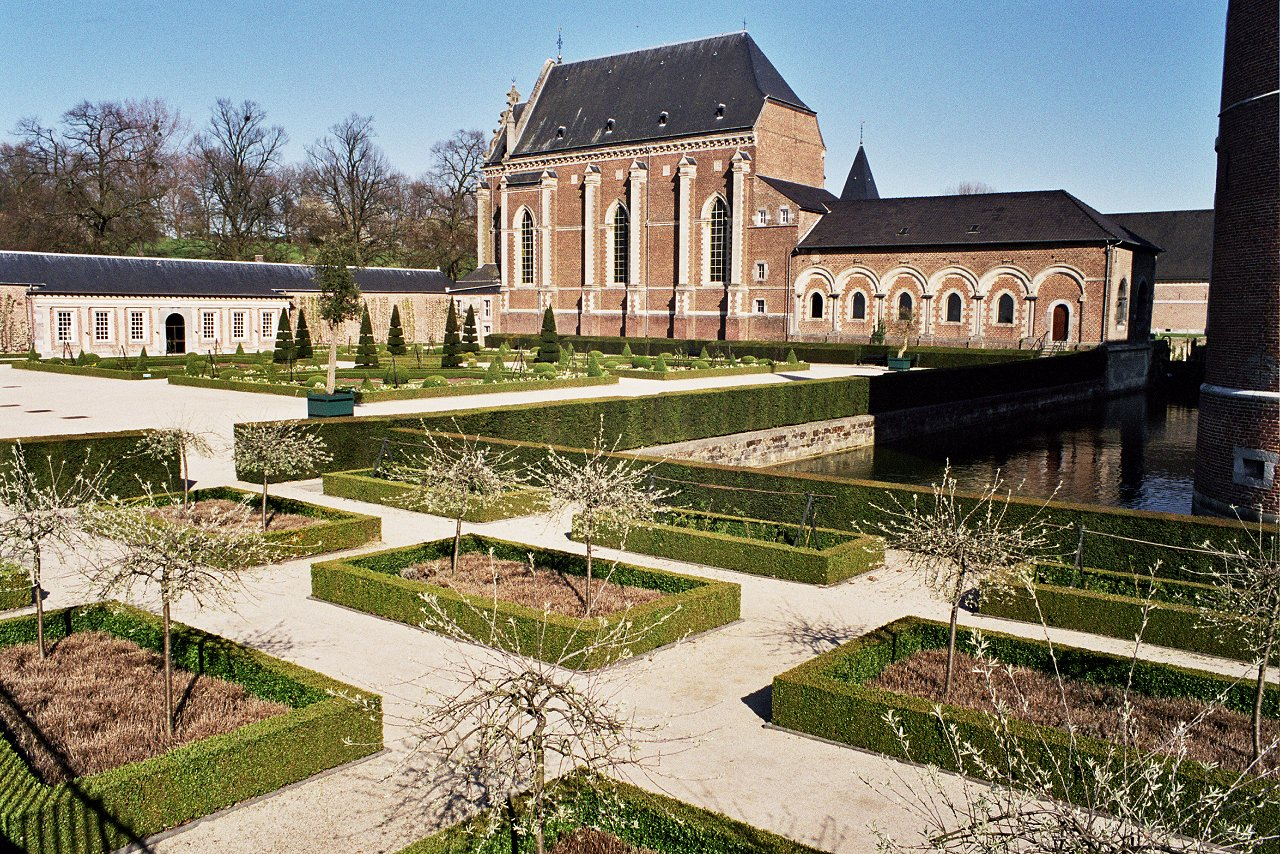
Geometrische Beete mit Buchshecken im Schloss Alden Biesen

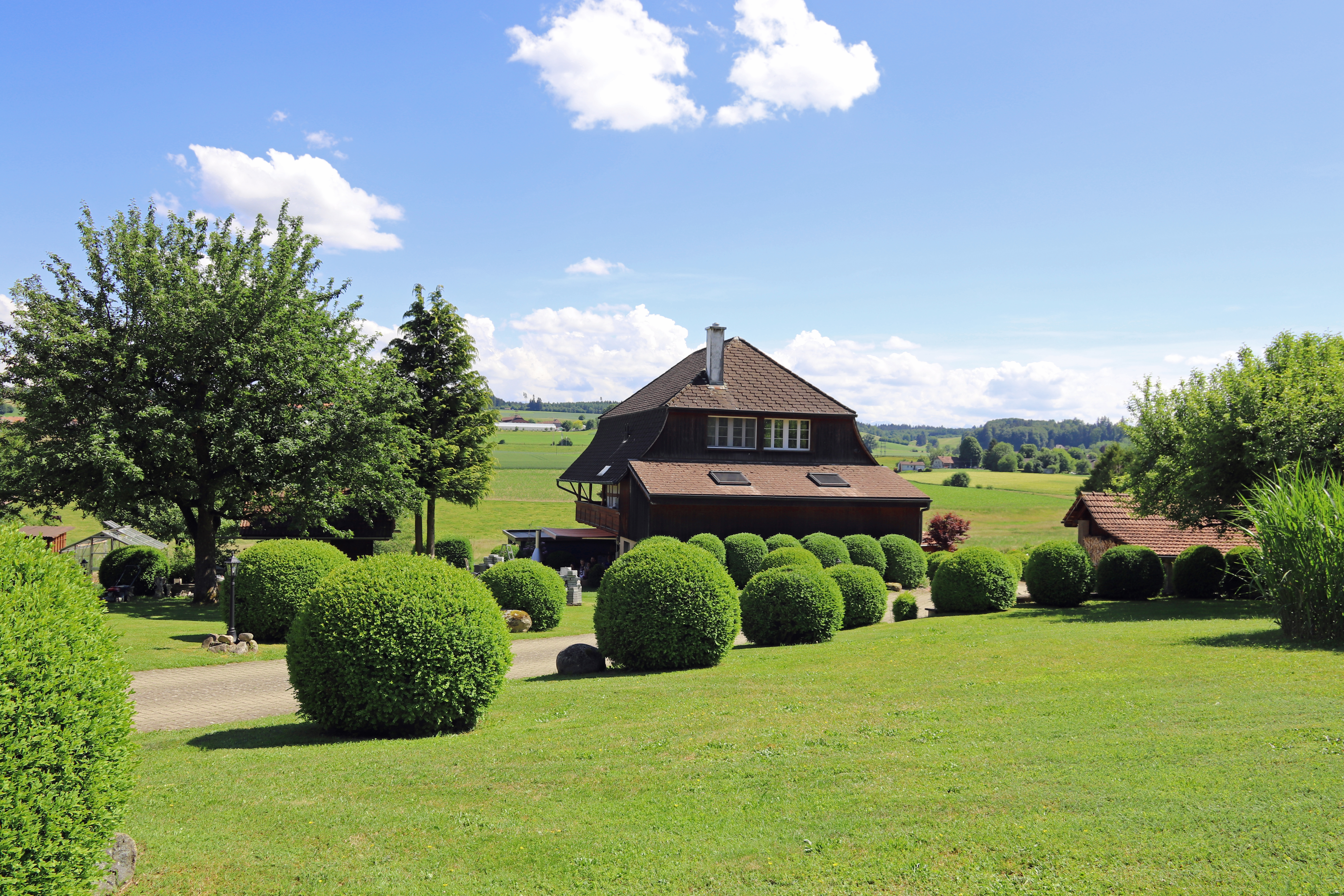
Buchskugeln in Formschnitt als Zierpflanzen in einem Garten bei Bern-Riedbach

Der Buchs wurde und wird häufig als Zier- und Nutzgehölz angepflanzt und kommt als Gartenflüchtling gelegentlich auch verwildert vor.
Aufgrund von Mutationen und nach Jahrhunderten der Selektion können heute mehr als 60 Buxus-sempervirens-Sorten unterschieden werden, vor allem anhand von Blattfarbe, Blattabstand, Blattgröße, Blattform, Wuchsform und Wachstumsgeschwindigkeit.
Der Buchsbaum spielt eine wichtige Rolle in der Gartenkunst. Er war bereits den Griechen bekannt; die Römer rahmten ihre Gartenbeete mit niedrigen Buchsbaumhecken ein. Ausgrabungsfunde in Großbritannien zeigen, dass die Römer diese Art der Gartengestaltung auch in den von ihnen eroberten Gebieten in Mittel- und Westeuropa pflegten. Ob diese Tradition fortbestand, als sie während und nach der Völkerwanderungszeit die von ihnen eroberten Gebiete wieder verloren, ist bis heute nicht vollständig geklärt. Im 13. Jahrhundert dokumentierte Albertus Magnus den Anbau des Buchsbaums in DeutschlandGenaue Quellenangabe fehlt!, 1485 schrieb Leon Battista Alberti, inspiriert von Plinius dem Jüngeren, in seinem Buch De re aedificatoria über den Buxus als Gartenpflanze.
Erst Claude Mollet, der Hofgärtner Heinrichs IV., führte den Buchsbaum wirklich als Gartenpflanze ein und verwendete die winterharte Pflanze als Beeteinfassung in Versailles, wo er vorher nur in den Grotten als Hintergrundbepflanzung gedient hatte. Er ersetzte die aus Italien übernommene Zypresse, die dem französischen Winter nicht standhielt. Der französische Adel ahmte das Vorbild dieses Parterres bald nach. Sein Sohn André Mollet führte die Buchshecken in den Niederlanden ein, wo er den Garten des Statthalters Prinz Friedrich Heinrich von Oranien und seiner Gattin Amalie zu Solms-Braunfels in Honselaarsdijk gestaltete. In den französischen und italienischen Schlossgärten der Renaissance wurden die geschnittenen, niedrigen Buchsbäume zum unentbehrlichen und typischen Element; zunehmend kamen sie auch in Mitteleuropa in Mode. Wohlhabende Bürger und Bauern ahmten diese Mode nach, sodass die traditionellen Bauerngärten bis heute Buchsbaumeinfassungen aufweisen.
Die Verwendung des Buchsbaums als Gartenpflanze hielt während der Barockzeit an (siehe Formschnitt), gleichzeitig wurden Sorten mit panaschierten Blättern immer beliebter.
Inzwischen sind weite Bestände historischer Buchshecken durch Pilz- oder Parasitenbefall vernichtet, oft wird Euonymus japonicus, Ilex aquifolium, Ilex crenata oder Pittosporum tenuifolium  als Ersatz gepflanzt.

### Vermehrung

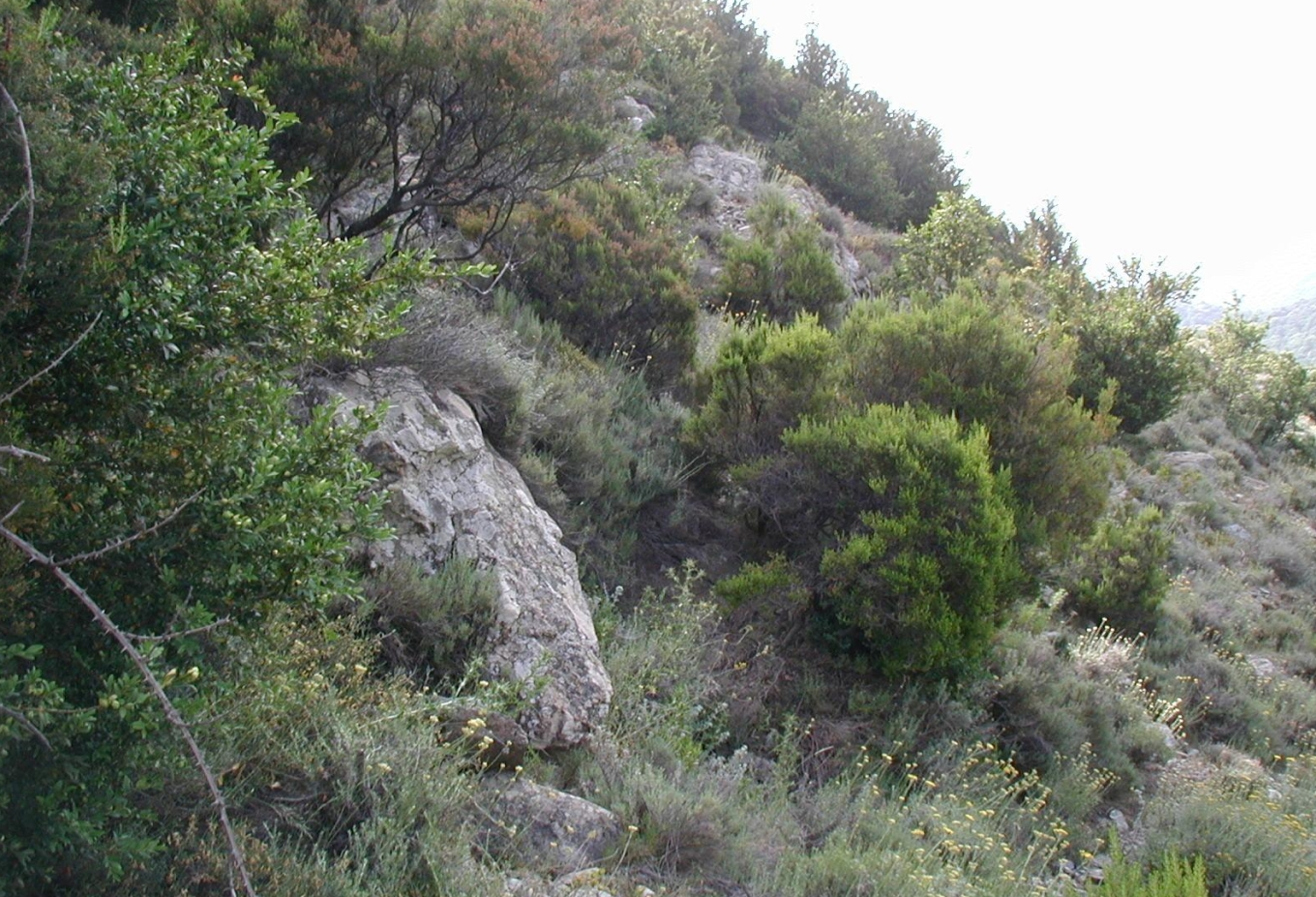
Habitat auf Korsika

Der Buchsbaum wird meist durch Stecklinge vermehrt, weil die Anzucht aus Samen sehr langwierig ist (siehe Pflanzenvermehrung). Als Stecklinge dienen Zweige von mindestens zehn Zentimetern Länge, deren untere zwei Drittel entlaubt und in die Erde gesteckt werden. Stecklinge werden im Spätsommer gewonnen; August-Stecklinge bilden noch vor dem Winter Wurzeln.

## Erkrankungen

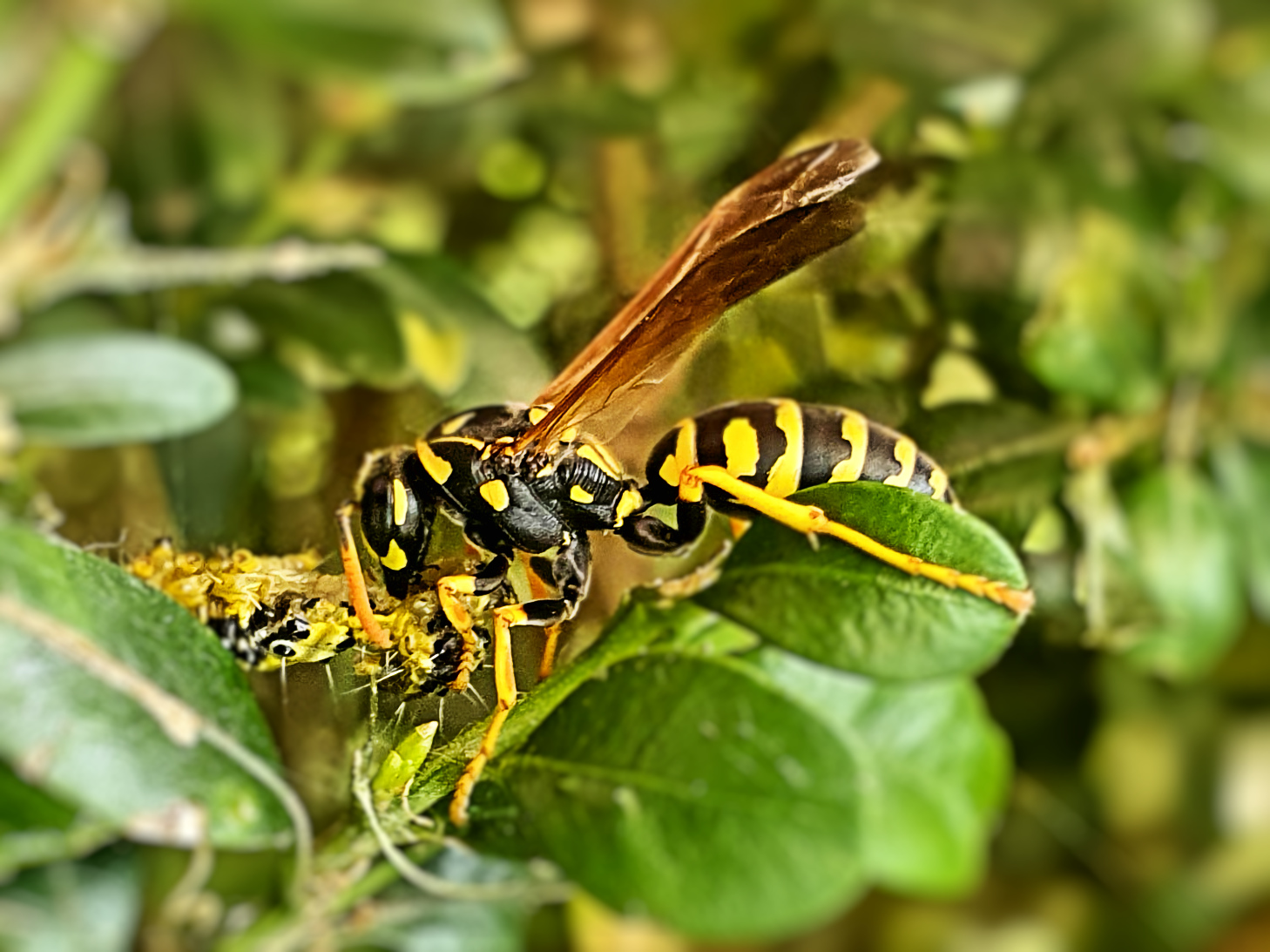
Feldwespe beim Verzehr einer Buchsbaumzünslerraupe

Obwohl nahezu alle Buxus-sempervirens-Sorten robust sind, treten gelegentlich Pilzerkrankungen auf. Diese machen sich insbesondere bei engem Bestand in Hecken oder Einfassungen bemerkbar. Die Anfälligkeit des Bestandes erhöht sich mit der Boden- und Laubfeuchtigkeit. Bei allen Erkrankungen ist das vollständige Entfernen der befallenen Pflanzenteile angebracht; diese gehören nicht in den Kompost, sondern sollten verbrannt werden. Gegebenenfalls muss sogar der Boden ausgetauscht werden. Als vorbeugend gelten genügend durchlüftete Bestände, der Rückschnitt verdächtiger Pflanzenteile und die Gabe von Kupfersulfat.
Triebsterben
Befall durch Cylindrocladium buxicola. Die Blätter und jungen Triebe verfärben sich an den Befallstellen dunkelbraun bis schwarz. Zunächst vertrocknen die befallenen Pflanzenteile, üblicherweise stirbt die Pflanze in Gänze ab. Der Pilz dringt auch durch unverletzte Blätter ein und kann in abgestorbenen Pflanzenteilen und im Boden (Kompost) über Jahre existieren. Es besteht die Tendenz zum Befall ganzer Anpflanzungen.
Buchsbaumkrebs
Befall durch Volutella buxi. Typisch für die Erkrankung sind mattgrüne Laubverfärbungen (das Blatt verliert den Glanz) und ein rötlicher bis orangefarbener Sporenbelag auf der Unterseite der erkrankten Blätter. Triebe und Äste älterer Pflanzen sterben ab, Wucherungen und Risse in der Rinde mit Sichtbarwerden des Holzes treten auf. Es besteht nicht die Tendenz zum Massenbefall, oft sind nur einzelne Pflanzen befallen.
Buchswelke
Befall durch Fusarium buxicola. Typisch ist die Braunverfärbung und das langsame ledrige Vertrocknen einzelner Triebe oder der ganzen Pflanze. Auch hier sind oft nur einzelne Pflanzen betroffen.
Buchsbaum-Kahlfraß
Befall durch den Buchsbaumzünsler. Zu Beginn seines Auftretens hatte der Buchsbaumzünsler in Deutschland kaum natürliche Feinde. Mittlerweile wird vermehrt beobachtet, dass heimische Vogelarten wie Spatzen, Kohlmeisen und Buchfinken sowie mehrere Wespenarten befallene Buchsbäume gezielt aufsuchen und die Raupen verzehren. Darüber hinaus gibt es verschiedene biologische, chemische und mechanische Bekämpfungsmaßnahmen.

## Giftigkeit und Heilkraft
Der Buchsbaum ist in allen Teilen giftig; er enthält rund 70 Alkaloide, darunter Cyclobuxin D. Blätter und Rinde weisen einen Gesamtalkaloidgehalt von 3 % auf.
Buchsbaum wurde bereits in der Antike gegen Husten, Magen- und Darmkrankheiten verwendet sowie gegen wiederkehrendes Fieber wie die Malaria. Angeblich ist Buchsbaum als Malariaheilmittel vergleichbar mit dem Chinin. Man benutzt Buchsbaum heutzutage wegen seiner Toxizität nur noch selten als Heilkraut, da die Dosierung problematisch ist. Überdosierung führt zu Erbrechen und Krämpfen bis zum Tod.

## Nutzung des Holzes

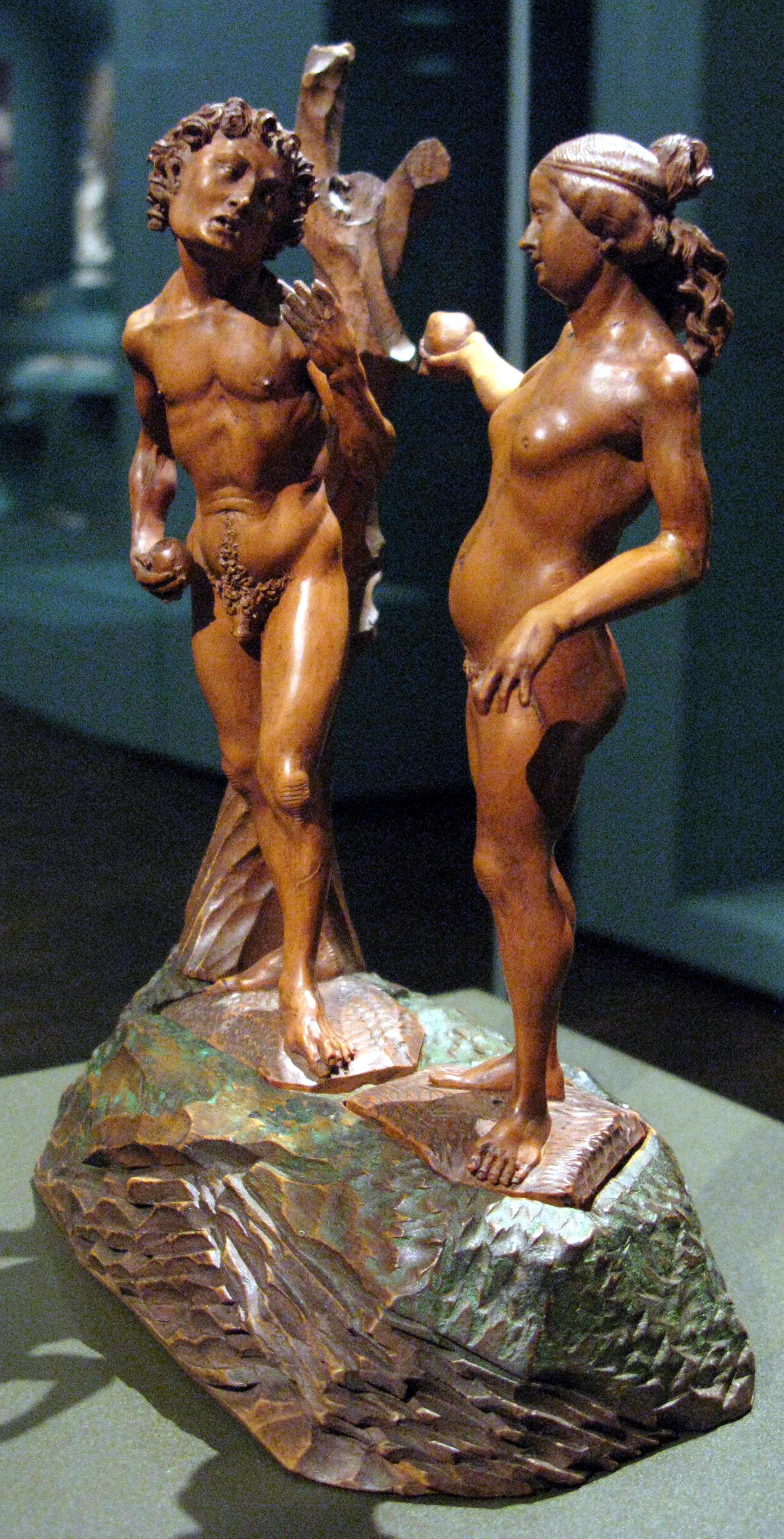
Adam und Eva aus Buchsbaumholz, geschnitzt 1504 von Hans Wydyz. Heute im Historischen Museum Basel

Buchsbaumholz wird wegen seiner in Europa unübertroffenen Härte, Dichte (0,9–1,03 g/cm³) und annähernden Homogenität geschätzt und gerne zum Drechseln verwendet. Es findet heute noch Verwendung im Holzblasinstrumentenbau, Geigenbau (Wirbel, Endknopf, Saiten- und Kinnhalter) und für Schachfiguren. Vor der Einführung lithographischer und phototechnischer Vervielfältigungsverfahren schnitt man mit Vorliebe vor allem im Buchdruck die Druckstöcke für Holzstiche und Holzschnitte daraus, wobei man die polierte Hirnholzseite wie beim Stahl- oder Kupferstich bearbeitete und für feinste Detaillierung und Haltbarkeit nutzte. Auch das Putzholz des Uhrmachers wird meist aus Buchsbaum gefertigt.
Buchsbaumholz wurde wegen seiner Härte bereits vor 171.000 Jahren von Neandertalern zur Herstellung von Grabstöcken benutzt.
Die Härte des Holzes hängt nicht unwesentlich mit dem extrem langsamen Wachstum des Baums zusammen. Buchsbaumholz ist darum bis heute sehr knapp und teuer.

## Symbolik
Katholiken schmücken am Palmsonntag die Kreuze ihrer Wohnung und des Herrgottswinkels mit gesegneten Zweigen des Buchsbaums. Gelegentlich werden Buchsbaumzweige auch anstelle von Tannenzweigen für Adventskränze und Weihnachtsschmuck genutzt. In den Niederlanden wurden zu Ostern Buchszweige über Herdstellen und an Stalltüren gehängt.
In China gilt der Buchsbaum als Symbol für langes Leben. In Deutschland galt das immergrüne Gewächs auch als Zeichen des Weiterlebens nach dem Tod (und dessen Zweige wurden etwa bei der Totenaufbahrung auf den Boden gestreut).

## Verschiedene Zuchtsorten
- Buxus sempervirens ‘Blauer Heinz’, beste niedrige, gedrungen wachsende Sorte, Höhe bis 0,6 m, Blätter im Austrieb intensiv blaugrün.
- Buxus sempervirens ‘Handsworthiensis’, straff aufrechter Wuchs, wird 2 bis 3 m hoch, Blätter sind bis zu 4 cm lang.
- Buxus sempervirens ‘Rotundifolia’ (Rundblättriger Buchsbaum), wächst aufrecht, dichtbuschig, breit kegelförmig, auch baumartig, wird 2 bis 3 m hoch und 1,5 bis 2 m breit, die Blätter sind eiförmig bis rund und 3,5 cm lang.
- Buxus sempervirens ‘Suffruticosa’ (Einfassungs-Buchsbaum), straff aufrechter, dicht verzweigter Wuchs, Höhe bis 1 m, Breite bis 80 cm, Blätter bis 1 cm breit.[29]